# Astoxenus collarti
Astoxenus collarti är en skalbaggsart som beskrevs av Louis Burgeon 1932. Astoxenus collarti ingår i släktet Astoxenus och familjen Cetoniidae. Inga underarter finns listade.